# Schengen
Pour les articles homonymes, voir Schengen (homonymie).
Ne doit pas être confondu avec Sengen, localité française limitrophe.
Schengen (prononcé en français : /ʃɛŋ.ɡɛn/  ; en luxembourgeois : /ˈʃæŋ.ən/ ) est une commune luxembourgeoise située dans le canton de Remich. La localité est principalement connue du fait de l'accord de Schengen établi en 1985 et de la Convention de Schengen qui y fut signée en 1990.

## Géographie

### Localisation
La commune est située à l’extrême sud-est du Luxembourg, à proximité du tripoint Allemagne-France-Luxembourg.
C’est une commune viticole, qui fait partie du vignoble mosellan.

### Sections de la commune
- Bech-Kleinmacher
- Burmerange
- Elvange
- Emerange
- Remerschen (siège)
- Schengen
- Schwebsange
- Wellenstein
- Wintrange

### Hydrographie

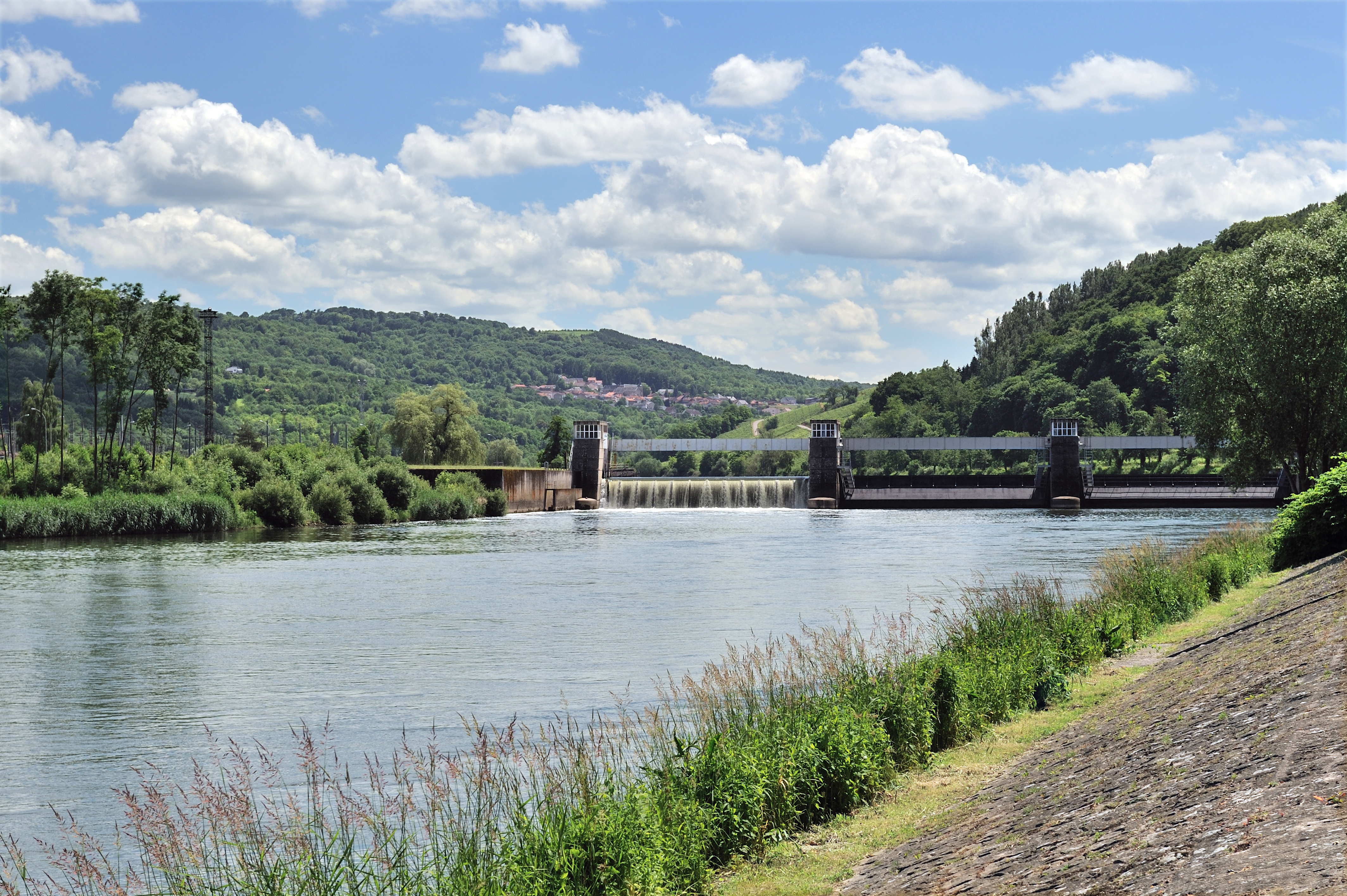
La Moselle à Schengen. À l’arrière-plan, le barrage Schengen-Apach.

La commune est arrosée par la Moselle.

### Voies de communication et transports
La commune est traversée par l'autoroute A13 et par les routes nationales N13 et N16.
Elle ne possède pas de gare sur son territoire mais, côté allemand, il existe la gare de Perl, officieusement dénommée Perl - Schengen, à Perl située sur la ligne 3010 (DB Netz).
La commune est desservie par le Régime général des transports routiers (RGTR). En outre, elle opère un service « City-Bus » sur réservation, le « Schengi ».

## Histoire

### Du Moyen Âge auXXesiècle
Schengen est une ancienne seigneurie notable.

### La convention de Schengen
La commune devient célèbre le 14 juin 1985 lorsque la convention de Schengen y est signée. Elle crée ce qui est couramment appelé l'« espace Schengen » et supprime les contrôles aux frontières européennes. La signature a lieu  sur un bateau, le Princesse Marie-Astrid ancré sur la Moselle.
Le village de Schengen (425 habitants en 2004) devient alors chef-lieu de la commune (3 septembre 2006), remplaçant le village de Remerschen.
Un lycée international situé dans la ville allemande limitrophe de Perl, porte son nom.

### La fusion de communes de 2012
Le 1er janvier 2012, la commune de Schengen (sections de Remerschen, Schengen et Wintrange), fusionne avec les communes de Burmerange et Wellenstein. Le village de Schengen perd alors son statut de chef-lieu qui revient à Remerschen.

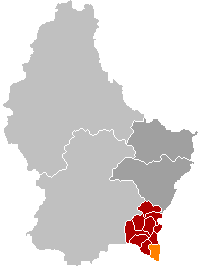
Schengen avant 2012.
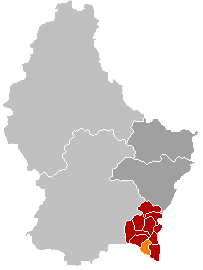
Burmerange.
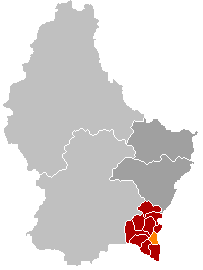
Wellenstein.
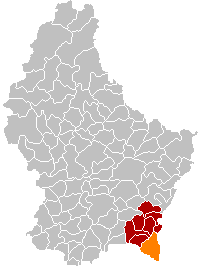
Schengen en 2012.

## Politique et administration

### Liste des bourgmestres
| Identité                    | Période          | Période         | Durée                      | Étiquette |
| Identité                    | Début            | Fin             | Durée                      | Étiquette |
| --------------------------- | ---------------- | --------------- | -------------------------- | --------- |
| Ben Homan (d) (1961 - 2023) | 10 novembre 2011 | 8 novembre 2017 | 5 ans, 11 mois et 29 jours |           |
| Michel Gloden (d)           | 9 novembre 2017  | En cours        | 7 ans, 4 mois et 5 jours   |           |

### Jumelages
La commune est jumelée avec :
- Ischgl (Autriche) depuis 2006, une commune du Tyrol[8].

## Population et société

### Démographie
L'évolution du nombre d'habitants est connue à travers les recensements de la population effectués dans le pays depuis 1821. Les recensements décennaux de la population permettent de caler les chiffres sur la composition de la population par sexe, âge, nationalité et commune de résidence. Entre deux recensements, la population au 1er janvier de l’année {\displaystyle x} est évaluée en ajoutant à la population au 1er janvier de l’année {\displaystyle x-1} les soldes naturel (naissances {\displaystyle -} décès) et migratoire (arrivées {\displaystyle -} départs) de l'année. La même méthode est appliquée pour la répartition par âge au 1er janvier et les effectifs totaux par nationalité. Depuis le 1er septembre 2023, le Luxembourg dénombre 100 communes.
Au 1er janvier 2024, la commune comptait 5 163 habitants.
| 1821  | 1851  | 1871  | 1880  | 1890  | 1900  | 1910  | 1922  | 1930  |
| ----- | ----- | ----- | ----- | ----- | ----- | ----- | ----- | ----- |
| 3 377 | 3 951 | 3 670 | 3 639 | 3 192 | 3 228 | 3 247 | 3 169 | 3 067 |

| 1935  | 1947  | 1960  | 1970  | 1978  | 1979  | 1981  | 1983  | 1984  |
| ----- | ----- | ----- | ----- | ----- | ----- | ----- | ----- | ----- |
| 3 083 | 2 909 | 2 613 | 2 659 | 2 606 | 2 569 | 2 602 | 2 610 | 2 580 |

| 1985  | 1986  | 1987  | 1988  | 1989  | 1990  | 1991  | 1992  | 1993  |
| ----- | ----- | ----- | ----- | ----- | ----- | ----- | ----- | ----- |
| 2 580 | 2 560 | 2 560 | 2 545 | 2 585 | 2 656 | 2 662 | 2 731 | 2 751 |

| 1994  | 1995  | 1996  | 1997  | 1998  | 1999  | 2000  | 2001  | 2002  |
| ----- | ----- | ----- | ----- | ----- | ----- | ----- | ----- | ----- |
| 2 908 | 3 046 | 3 101 | 3 136 | 3 193 | 3 277 | 3 457 | 3 581 | 3 633 |

| 2003  | 2004  | 2005  | 2006  | 2007  | 2008  | 2009  | 2010  | 2011  |
| ----- | ----- | ----- | ----- | ----- | ----- | ----- | ----- | ----- |
| 3 652 | 3 762 | 3 823 | 3 811 | 3 922 | 3 962 | 4 041 | 4 100 | 4 093 |

| 2012  | 2013  | 2014  | 2015  | 2016  | 2017  | 2018  | 2019  | 2020  |
| ----- | ----- | ----- | ----- | ----- | ----- | ----- | ----- | ----- |
| 4 161 | 4 223 | 4 313 | 4 459 | 4 615 | 4 805 | 4 812 | 4 833 | 4 924 |

| 2021  | 2022  | 2023  | 2024  | - | - | - | - | - |
| ----- | ----- | ----- | ----- | - | - | - | - | - |
| 4 956 | 5 090 | 5 196 | 5 163 | - | - | - | - | - |

Pour des raisons techniques, il est temporairement impossible d'afficher le graphique qui aurait dû être présenté ici.

## Économie
La commune fait partie de la zone d'appellation du crémant de Luxembourg.

## Culture locale et patrimoine

### Lieux et monuments

#### Le Musée européen Schengen
Le Musée européen dans le centre européen a été inauguré le 13 juin 2010, soit vingt-cinq ans après la signature de la convention de Schengen.
Sur deux-cents mètres carrés, l'exposition permanente consacrée à l'histoire et à la signification des accords de Schengen essaie de montrer au visiteur que la suppression des contrôles des personnes aux frontières intérieures a été le début de la mise en œuvre d'une des quatre libertés fondamentales qui avaient été fixées par les traités de Rome de 1957.
Des photos historiques, des films et des documents sonores, ainsi que des interviews de personnages qui ont participé aux événements de 1985 et qui évoquent leurs motivations, documentent la signature des accords de 1985, qui sont exposés .
La pièce centrale du Musée européen Schengen est une animation interactive de cartes. On y apprend des informations parfois frappantes sur l'histoire des frontières des différents États de l'espace Schengen et des autres États membres de l'UE, qui n'ont pas encore adhéré à l'espace Schengen. 
Cette animation explique au visiteur comment les frontières se sont depuis 1815 déplacées sur le continent européen et avec les frontières, les rapports de force politiques et économiques. La différence entre espace Schengen et UE sera également mise en évidence.